# (5907) Rigmo
(5907) Rigmo es un asteroide que forma parte de los asteroides troyanos de Júpiter descubierto el 2 de octubre de 1989 por Schelte John Bus desde el Observatorio Interamericano del Cerro Tololo, La Serena, Chile.

## Designación y nombre
Designado provisionalmente como 1989 TU5. Debe su nombre a Rigmo, hijo de Pires de Tracia, muerto por Aquiles.

## Características orbitales
Rigmo está situado a una distancia media del Sol de 5,141 ua, pudiendo alejarse hasta 5,643 ua y acercarse hasta 4,639 ua. Su excentricidad es 0,097 y la inclinación orbital 1,920 grados. Emplea 4257,82 días en completar una órbita alrededor del Sol.

## Características físicas
La magnitud absoluta de Rigmo es 11,1. Tiene 31,248 km de diámetro y su albedo se estima en 0,072. 